# مسيرة إيان هاميلتون
مسيرة إيان هاميلتون (بالإنجليزية: Ian Hamilton's March) هو كتاب كتبه ونستون تشرشل . إنه وصف لتجاربه في مرافقة الجيش البريطاني خلال حرب البوير الثانية ، واستمرارها بعد الأحداث الموصوفة في لندن إلى لاديسميث عبر بريتوريا .

## الكتابة
استقال تشرشل رسميًا من الجيش البريطاني من أجل ممارسة مهنة سياسية ، ولكن عند سماعه اندلاع الحرب في جنوب إفريقيا بين المستعمرات البريطانية ودولتي البوير الحرة في ترانسفال وأورانج فري ستيت ، قام باتخاذ الترتيبات اللازمة للمشاركة على الفور. رتب للعمل كمراسل لصحيفة The Morning Post ، حصل أيضا على راتب قدره 250 جنيهًا إسترلينيًا شهريًا من خلال التلاعب بهم ضد صحيفة منافسة ، ديلي ميل. كما أقنع وزير المستعمرات جوزيف تشامبرلين بأن يكتب له رسالة تعريف إلى المفوض السامي لجنوب إفريقيا ألفريد ميلنر . أبحر من ساوثهامبتون على متن قلعة دونوتار في 14 أكتوبر ووصل إلى كيب تاون في الحادي والثلاثين.
الكتاب عبارة عن مجموعة محررة من التقارير المنشورة في الأصل في إحدى الصحف. بعد عودته من الحرب ، رتب تشرشل لنشرها كمجموعة وظهر الكتاب في مايو 1900 نشره Longmans وباع في النهاية 8000 نسخة. في عام 1930 ، أنتج تشرشل سيرته الذاتية ، حياتي المبكرة ، والتي تضمنت أيضًا عدة فصول مخصصة لتجاربه في حرب البوير.

## وصف الأحداث
يصف الكتاب حملة الجنرال إيان ستانديش مونتيث هاميلتون من بلومفونتين إلى بريتوريا . سافر هاميلتون أربعمائة ميل من بلومفونتين إلى بريتوريا ليقاتل عشر معارك كبرى مع قوات البوير وأربعة عشر معركة صغيرة.

## طبعات
- Churchill، Winston (1900). Ian Hamilton's March. Toronto: The Copp, Clark Company, Limited.
- Churchill، Winston (1900). Ian Hamilton's March. New York: Longmans, Green and Co.

## روابط خارجية
- كتاب مجاني: Ian Hamilton's March على مشروع غوتنبرغ
- Ian Hamilton's March at Faded Page (Canada)